# Camelina sativa

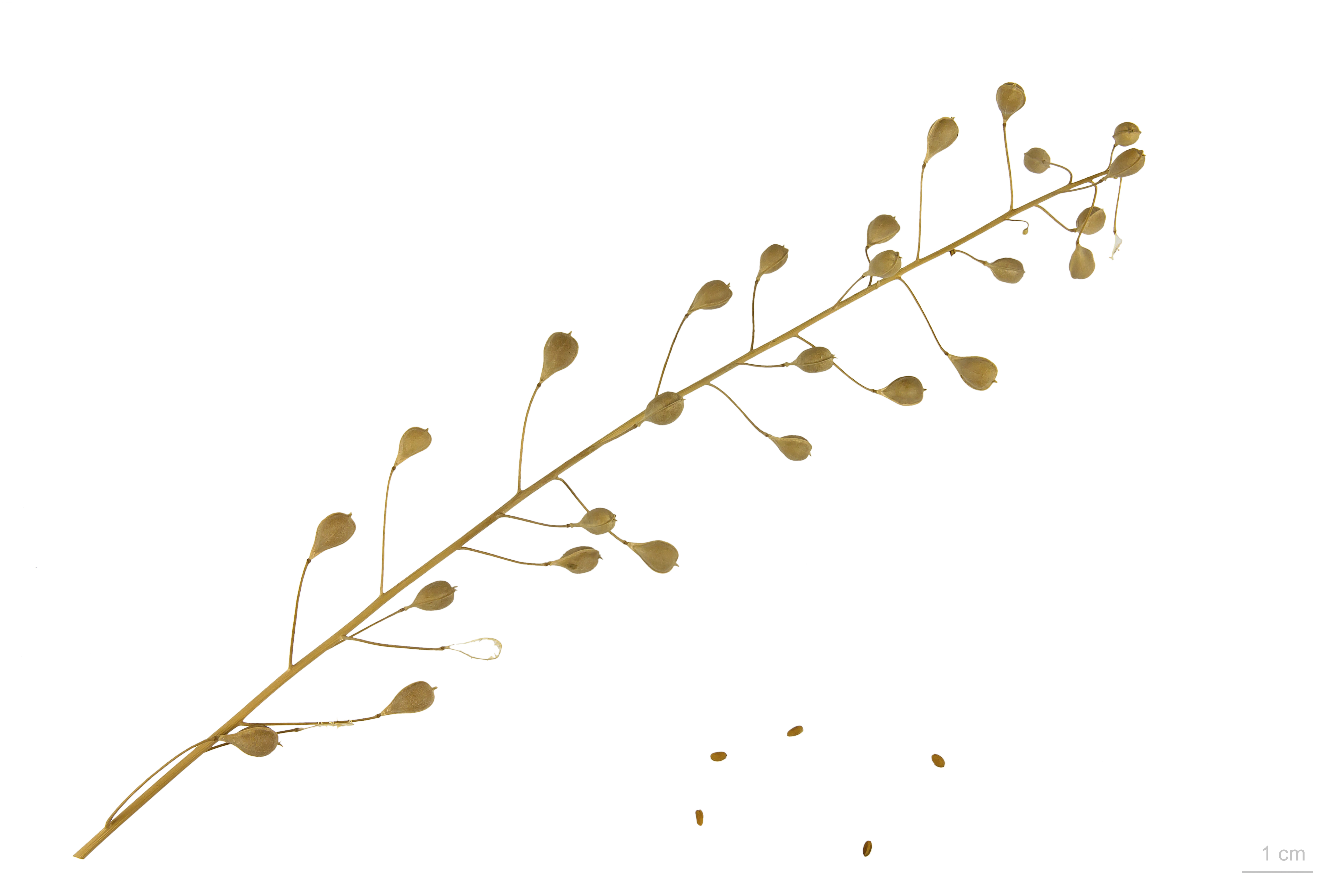
Camelina sativa - MHNT

Camelina sativa (L.) Crantz è una pianta appartenente alla famiglia Brassicaceae, generalmente conosciuta come dorella, anche occasionalmente gialdina, sommensina, miagro, Lirón sulle Alpi Orientali. È originaria dell'Europa e dell'Asia centrale. Questa pianta viene coltivata per i semi oleosi, principalmente in Europa e in Nord America.

## Descrizione

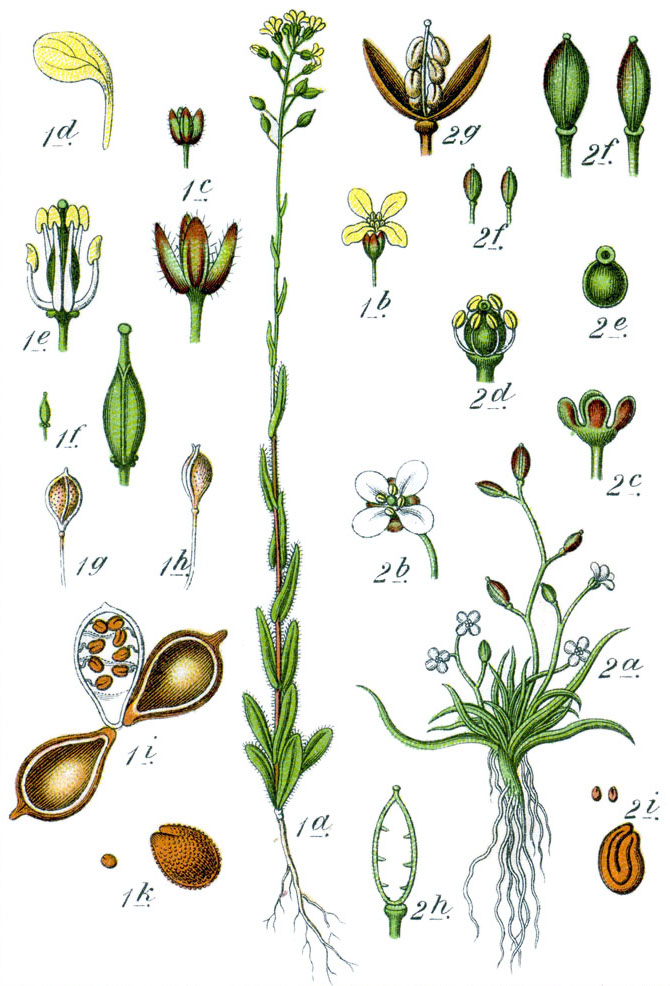
Illustrazione di C. sativa (1) e Subularia aquatica (2) della Deutschlands Flora in Abbildungen

Come pianta annuale estiva o invernale, la camelina cresce fino a un'altezza di 30–120 cm, con steli ramificati che diventano legnosi alla maturità. Le foglie sono alternate sullo stelo, lanceolate con una lunghezza di 2–8 cm e una larghezza di 2–10 mm. Foglie e steli possono essere parzialmente pelosi, fiorisce in Italia tra maggio e giugno. I suoi abbondanti fiori a quattro petali sono di colore giallo pallido e a forma di croce.  Successivamente, produce un frutto a forma di pera con un becco corto.  I semi sono marroni,  o di colore arancione e una lunghezza di 2–3 mm. Il peso di 1.000 semi varia da 0,8-2 g.

## Distribuzione
Oggi la camelina viene trovata, selvatica o coltivata, in quasi tutte le regioni d'Europa, Asia e Nord America, ma anche in Sud America, Australia e Nuova Zelanda. La camelina sembra essere particolarmente adatta alla zona climatica semiarida fredda ( steppe e praterie).

## Storia
C. sativa è stata tradizionalmente coltivata come oleaginosa per produrre olio vegetale e alimenti per animali. Ampie prove archeologiche mostrano che è coltivata in Europa da almeno 3000 anni. I primi ritrovamenti comprendono i livelli neolitici a Auvernier, Svizzera (datato al II millennio aC), il livello calcolitico a Pefkakia in Grecia (datato al III millennio aC), e Sucidava-Celei, Romania (circa 2200 aC). Durante l'età del bronzo e l'età del ferro, era una coltura agricola importante nel nord della Grecia oltre l'attuale areale delle olive. Fu trovata anche in Danimarca e durante l'età della pietra in Ungheria. Apparentemente, ha continuato a essere coltivata durante l'Impero Romano, anche se i suoi nomi greci e latini non sono noti. Già nel 600 a.C. veniva seminata come monocoltura intorno alla valle del Reno e si pensava che si diffondesse principalmente coesistendo come infestante nelle monocolture di lino.
Fino agli anni '40, la camelina era un'importante coltura da olio in Europa centrale e orientale e continua a essere coltivata in alcune parti d'Europa per l'estrazione del suo olio dai semi. L'olio di camelina veniva utilizzato nelle lampade a petrolio (fino al moderno sfruttamento di gas naturale, propano ed elettricità) e come olio commestibile (olio di camelina). Tradizionale dell'area Ladina Bellunese è la polvere ricavata dai semi tostati e pestati, usata come insaporitore alimentare. Probabilmente è stato portato involontariamente in Nord America come un'erbaccia con i semi di lino e ha avuto un'importanza commerciale limitata fino ai tempi moderni. Il potenziale di riproduzione è inesplorato rispetto ad altri semi oleosi coltivati commercialmente in tutto il mondo. Dopo la pressoché totale scomparsa, in questi ultimi anni l'interesse economico, culturale e turistico per la Camelina Sativa sta nuovamente crescendo. In particolare dalle ultime coltivazioni relitte dei comuni bellunesi di Livinallongo del Col di Lana e Selva di Cadore la sua coltivazione si è nuovamente estesa alle vallate limitrofe.

## Usi
Ha molti usi; tra cui le fibre dello stelo utilizzate per i pennelli, l'olio di semi per i cosmetici o bruciato nelle lampade. Gli erboristi hanno anche identificato un uso terapeutico.

### Cibo umano
I semi commestibili possono essere cosparsi sull'insalata o mescolati con acqua per produrre un alimento con aspetto simile all'uovo.
Il raccolto è ora oggetto di ricerche a causa del suo livello eccezionalmente elevato (fino al 45%) di acidi grassi omega-3, che è raro nelle fonti vegetali. I semi contengono dal 38 al 43% di olio e dal 27 al 32% di proteine. Oltre il 50% degli acidi grassi nell'olio di camelina spremuto a freddo è costituito dalla frazione polinsatura. L'olio è anche molto ricco di antiossidanti naturali, come i tocoferoli, che lo rendono altamente stabile, molto resistente all'ossidazione e all'irrancidimento . Contiene normalmente l'1–3% di acido erucico e recentemente sono state introdotte diverse varietà di Camelina sativa a minore contenuto di erucico e anche "zero-erucico" (con un contenuto di acido erucico inferiore all'1%).  Il contenuto di vitamina E dell'olio di camelina è di circa 110   mg / 100   g. È adatto per l'uso come olio da cucina in quanto ha un sapore e un aroma di mandorla.
|          | 16: 0 | 18: 0 | 18: 1 | 18: 2 (omega-6) | 18: 3 (omega-3) | 20: 0 | 20: 1 | 22: 1 |
| -------- | ----- | ----- | ----- | --------------- | --------------- | ----- | ----- | ----- |
| Camelina | 7,8   | 3,0   | 16,8  | 23,0            | 31,2            | 0     | 12,0  | 2,8   |
| Canola   | 6,2   | 0     | 61,3  | 21,6            | 6,6             | 0     | 0     | 0     |
| Lino     | 5,3   | 3,1   | 16,2  | 14,7            | 59,6            | 0     | 0     | 0,9   |
| Girasole | 6,0   | 4,0   | 16,5  | 72,4            | 0               | 0     | 0     | 0     |

### Biodiesel e carburante per aviazione

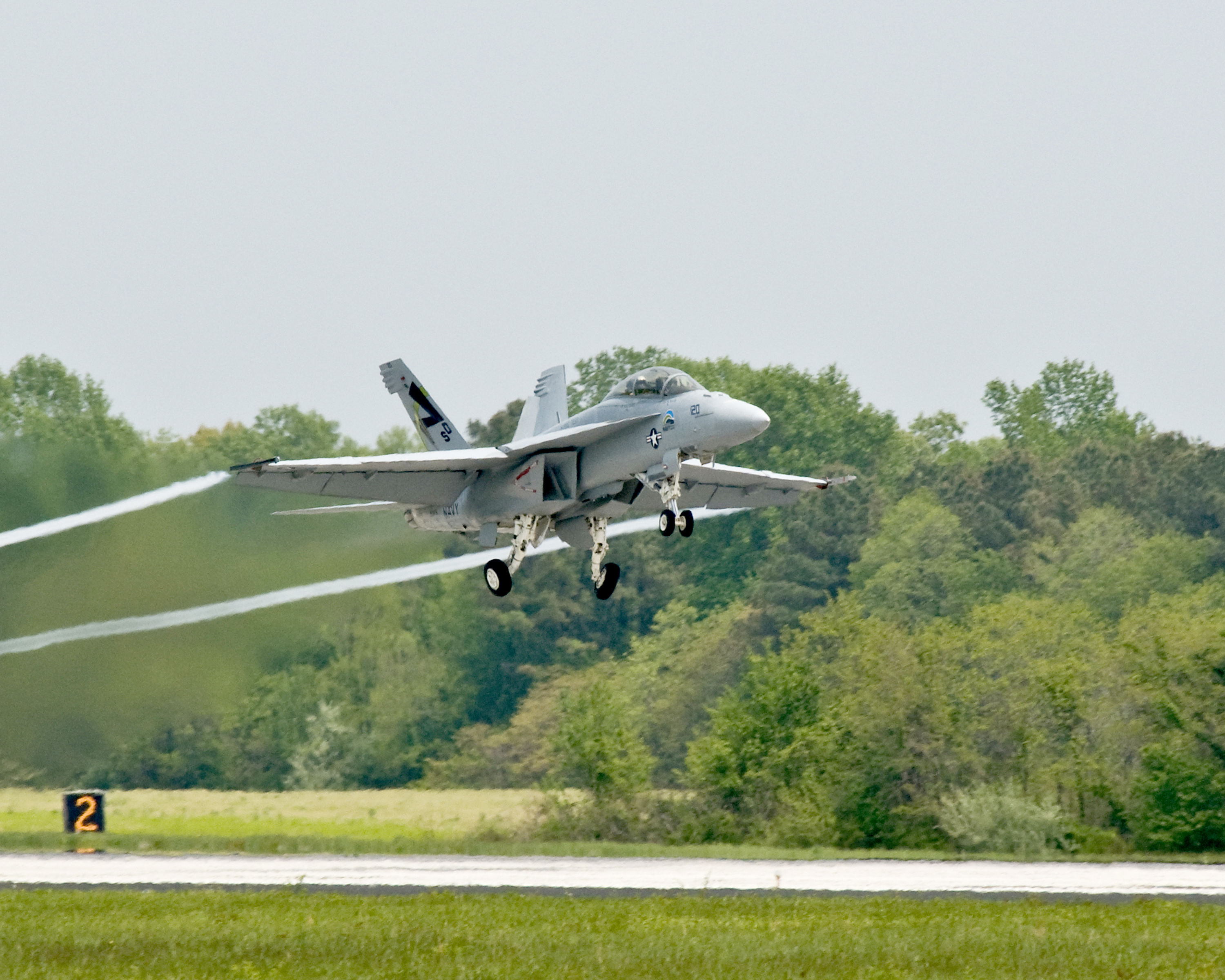
Un jet della marina degli Stati Uniti effettua un volo nel 2010 utilizzando un carburante parzialmente ricavato da Camelina sativa.

Gli studi hanno dimostrato che il carburante per jet a base di camelina riduce le emissioni nette di carbonio di circa l'80% e la Marina degli Stati uniti lo ha scelto come materia prima per il suo primo test sul biocarburante per aviazione, facendo ripetuti voli con successo.
La Continental Airlines, è stata la prima compagnia aerea commerciale a testare una miscela 50:50 di carburante a biocarburante di derivazione biologica e carburante per jet tradizionale nella prima dimostrazione dell'uso di biocarburanti sostenibili per alimentare un aereo commerciale in Nord America. (Gennaio 2009). Il volo dimostrativo, condotto in collaborazione con Boeing, GE Aviation / CFM International e UOP di Honeywell, ha segnato il primo volo dimostrativo con l'uso di biocarburanti con un vettore commerciale che utilizzava un aereo a due motori: un Boeing 737-800 equipaggiato con CFM International CFM56-7B motori. KLM, la Royal Dutch Airline, è stata la prima compagnia aerea a operare un volo passeggeri con biocarburanti. Il 23 novembre 2009, un Boeing 747 ha volato, trasportando un numero limitato di passeggeri, con uno dei suoi quattro motori funzionanti su un mix 50/50 di biocarburante e cherosene.

## Agronomia

### Coltivazione

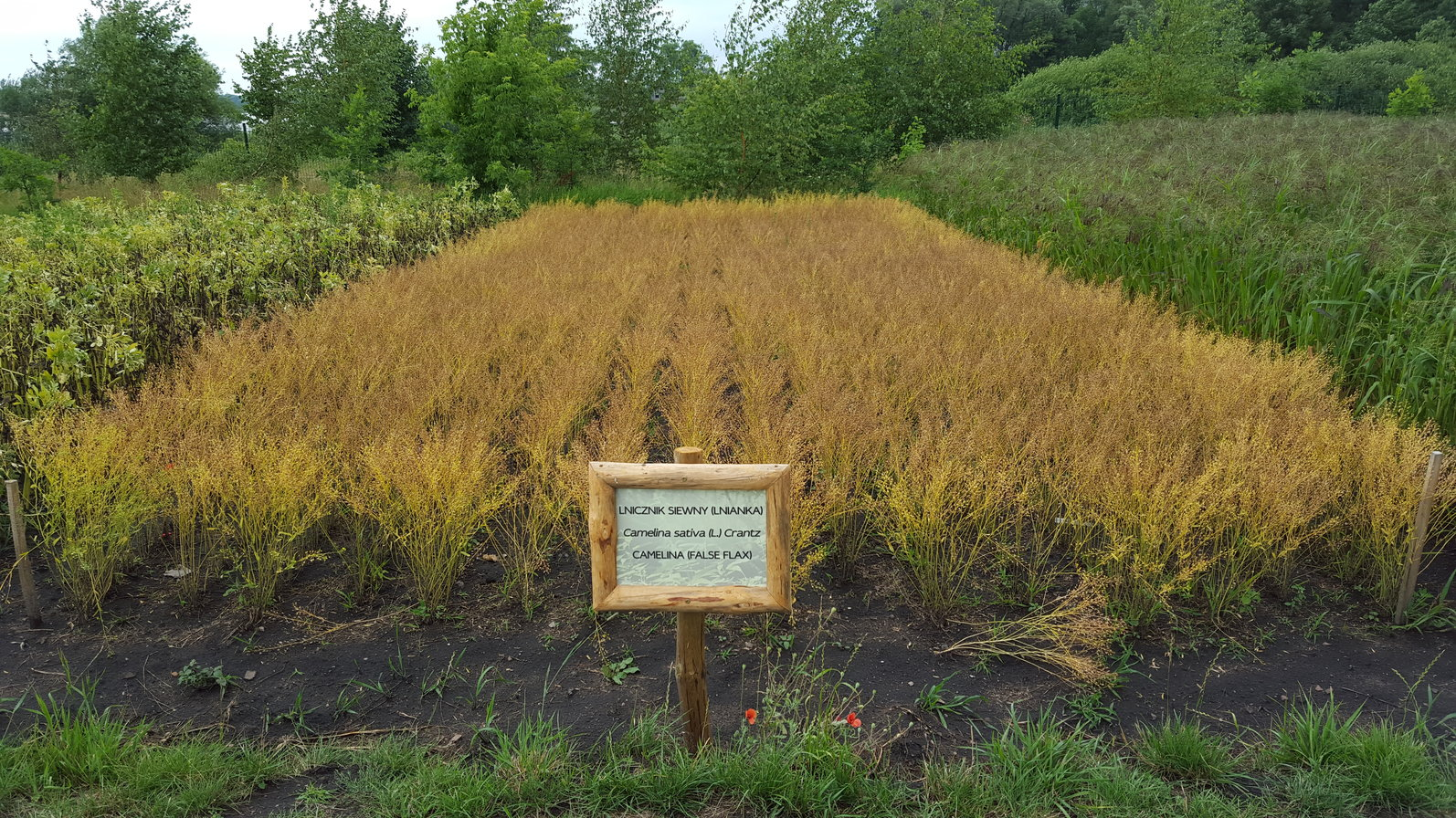
Un campo dimostrativo di C. sativa a Biskupin, Polonia

La camelina è una coltura a corto ciclo (85–100 giorni) e cresce bene nel clima temperato in terreni leggeri o medi. La camelina viene generalmente seminata in primavera, da marzo a maggio, ma può anche essere seminata in autunno in climi miti.
Una quantità di seme raccomandato è di 3-4   kg / ha, con un interfila da 12 a 20   centimetri. La profondità di semina non deve superare 1   centimetro. Con alte densità di semina, queste piantine diventano competitive con le infestanti. Le piantine emergono rapidamente e possono resistere a gelate moderate in primavera.
La camelina viene raccolta e seminata con attrezzature agricole convenzionali, il che rende facile il suo inserimento in una rotazione delle colture per gli agricoltori che non la coltivano già.

### Specie invasive
C. sativa subsp. linicola è considerata un'infestante nei campi di lino. In effetti, i tentativi di separare i suoi semi dai semi di lino con una macchina vagliatrice nel corso degli anni hanno selezionato semi di dimensioni simili ai semi di lino, un esempio di mimetismo vaviloviano.